# Osvald Zahradník
Osvald Zahradník (16. listopadu 1932, Velký Bočkov, Podkarpatská Rus, Československo – 16. srpna 2017) byl slovenský dramatik.

## Životopis
Narodil se v rodině mlynářského dělníka a vzdělání získal v Banské Bystrici, Svitu a v Praze na Filozofické fakultě Karlovy univerzity, kde studoval obory filosofie a psychologie. Už v roce 1948 začal pracovat jako elektrotechnik ve Svitu, po ukončení vysokoškolského studia pracoval do roku 1961 jako metodik a dramaturg v koncertní a estrádní agentuře v
Praze, odkud se přestěhoval do Banské Bystrice, kde do roku 1971 pracoval v Československém rozhlase jako režisér a šéfrežisér. V letech 1971-1973 byl vedoucím redaktorem Československého rozhlasu v Bratislavě, potom do roku 1976 pracoval na Ministerstvu kultury Slovenské socialistické republiky a v letech 1976-1979
působil jako šéf činohry Slovenského národního divadla. Od roku 1979 pracoval ve Svazu slovenských dramatických umělců.

## Tvorba
Debutoval v roku 1952 krátkými prozaickými útvary, které zveřejňoval v novinách a časopisech Rudé právo, Pravda, Práca, Nové slovo, Smer, Rozhlas, Mladá tvorba, Film a divadlo a mnoha dalších. Od roku 1967 se začal věnovat také dramatické tvorbě, kdy začal psát rozhlasové a později i televizní hry. Ve svých rozhlasových hrách se věnuje tématům citové krize v manželství, konfliktům s etikou prostředí, návratem z vězení do běžného života, a vícero jeho děl má i detektivní zápletku. V další tvorbě se věnuje konfrontaci světa iluzí se skutečností, světa starých lidí a nejmladší generace, také se vrací k takovým tématům, jako byla druhá světová válka, Slovenský stát, Slovenské národní povstání a rodinné problémy.

## Dílo
- Seznam děl v Souborném katalogu ČR, jejichž autorem nebo tématem je Osvald Zahradník

### Próza
- 1973 - Sólo pro bicí (hodiny)
- 1973 - Surabája aneb Epitaf pro živého
- 1974 - Překroč svůj stín
- 1977 - Sonatina pro páva
- 1977 - 39° ve stínu
- 1982 - Omyl chirurga Moresiniho
- 1985 - Jméno pro Michala

### Televizní hry
- 1971 - Střecha úniku
- 1972 - Bílý autobus
- 1976 - 39° ve stínu, pětidílný televizní seriál

### Rozhlasové hry
- 1967 - Svátost naivity
- 1968 - Návrat
- 1969 - Šok
- 1970 - Vidina
- 1971 - Vražda vo Fermiho ústavu
- 1971 - Portrét neznámé
- 1978 - Pavučina
- 1980 - Společenská záruka
- Králikovci, spoluautor rozhlasového seriálu

### Divadelní hry
- 1973 - Sólo pro bicí (hodiny)
- 1973 - Surabája aneb Epitaf pro živého
- 1974 - Překroč svůj stín
- 1976 - Sonatina pro páva
- 1984 - Čas brieždenia (původní slovenský název)
- 1984 - Preludium v mol
- 1986 - Post scriptum
- 1987 - Poloostrovy vánoční
- 1988 - Pět her
- 1989 - Prominenti na úrazovce